# 浦城恒雄
浦城 恒雄（うらき つねお、1936年（昭和11年）5月12日 - ）は、日本の計算機科学者。

## 経歴・人物
1959年（昭和34年）3月東京大学理学部物理学科を卒業後、日立製作所に入社。各種コンピュータの開発に従事する。1984年（昭和59年）同社神奈川工場企画部長、その後コンピュータ事業本部マーケティング本部長、研究開発推進本部長、技師長を経て1995年（平成7年）退職する。その後、関連会社を経て1999年（平成11年）東京工科大学へ移籍し、メディア学部教授、コンピュータサイエンス学部教授を務め、名誉教授となった。